# Delonix velutina
Delonix velutina – gatunek wianowłostki z rodziny bobowatych (Fabaceae) z podrodziny brezylkowych (Caesalpinioideae). Występuje tylko na Madagaskarze, głównie w prowincji Antsiranana.
W naturalnym zasięgu występuje na wysokości do 500 m n.p.m.
Gatunek ten zaobserwowano na kilku małych stanowiskach w północnym Madagaskarze.
Według Czerwonej Księgi jest gatunkiem krytycznie zagrożonym.